# 3234 Hergiani
3234 Hergiani је астероид главног астероидног појаса чија средња удаљеност од Сунца износи 3,098 астрономских јединица (АЈ).
Апсолутна магнитуда астероида је 12,5.